# Лодзинське гетто
51°48′05″ пн. ш. 19°26′29″ сх. д. / 51.801389° пн. ш. 19.441389° сх. д.
Лодзинське гетто (Litzmannstadt Ghetto) — друге за величиною гетто на території Польщі, організоване нацистами для євреїв, циган, комуністів, представників інших етносів і партій, а також кримінальних елементів. Гетто задумувався як тимчасове місце концентрації небажаних елементів, але розвинулося у значний промисловий центр, який працював на потреби Вермахту. Завдяки високому рівню продуктивності праці, який був досягнутий в гетто, і тотальної системи контролю, його ліквідація відбулася лише в серпні 1944 року, коли останні жителі були вивезені в Освенцим. Лодзь (Ліцманштадт) перебувала на території, включеній до складу Рейху.

## Історія
Гето було створено 8 лютого 1940 року. Жителі гетто були фізично повністю ізольовані від навколишнього населення. Щільність населення була дуже високою, понад 40 тисяч осіб на квадратний кілометр, в середньому 6 осіб на кімнату.
За весь час існування гетто там померло понад 40 000 осіб від голоду, тяжких умов праці, поганої гігієни. Померлих ховали на новому єврейському цвинтарі в Лодзі. Юденрату, попри перешкоди, створювані нацистами, вдалося створити впорядковану систему охорони здоров'я, лікарні, поліклініки, станції швидкої допомоги, аптеки, організована допомога жінкам, дітям, туберкульозним та діабетичним хворим.
Юденрат також допомагав відправляти людей на примусові роботи і одночасно організовував створення виробничих майстерень у самому гето. Вже в середині 1942 року працювало 77 % населення гетто, а у вересні того ж року гетто було перетворено на трудовий табір. При цьому працювали і діти, і старі, і хворі, оплата була низькою, а умови роботи дуже важкими.
У гетто була організована також система освіти. З вересня 1939 року по кінець 1941 року працювали школи. Були зроблені спроби організації коледжу (1940), професійної школи (1941), діяли курси перекваліфікації, організовані курси математики, викладали також їдиш на окремих фабриках. Велося неофіційне навчання дітей. Таким чином, в гето відтворювалися структури за зразком наявних у довоєнний час в єврейському суспільстві.
Культурне життя в гетто поступово зосередилося майже повністю навколо юденрата (хоча була і неофіційна культурна робота). У гетто була розвинена система надання соціальної допомоги, як з точки зору того, хто її організовував (юденрат, профспілки, політичні партії), так і з точки зору того, хто її отримував (жебраки, старі, діти, різні робочі, активісти партій, наближені до юденрату особи). У гетто нацисти не тільки знищили синагоги, але і забороняли молитися, справляти суботу і відзначати релігійні свята. Причиною заборони відправлення релігійного служіння є як чисто практичні цілі начебто збільшення економічної користі від праці шляхом заборони юдаїзму, так політичні — для зниження впливу етнорелігійної єдності, зниження рівня організованості для спрощеного контролю-за межами гетто. Політичні партії були досить активні в Лодзькому гетто, тут організовувалися і страйки та демонстрації, і навіть кібуци, велася підпільна робота.
З 204 тисяч євреїв, які пройшли через Лодзьке гетто, вижили лише 10 тисяч. Даних щодо в'язнів інших національностей немає.
Одним з них є Ісраель Криштал, мешканець Лодзі, кондитер (нар. 15.09.1903), пізніше потрапив у Освенцим і на момент звільнення з нього важив 33 кг. 2016 року Кришталу виповнилося 113 років.